# Санктпетербуршка епархија
Санктпетербуршка епархија (рус. Санкт-Петербургская епархия) епархија је Руске православне цркве.
Надлежни архијереј је митрополит Варсонофије (Судаков), а сједиште епархије се налази у Санкт Петербургу.

## Историја
Епархија је основана 1/12. септембра 1742. године, а до тада је постојала тзв. Синодална област. Током синодалног периода (1721—1917) била је најпреча епархија, прва по части.
Одлуком Светог синода од 12. марта 2013. из Санктпетербуршке епархије су издвојене Виборшка, Гатчинска и Тихвинска епархија и образована је Санктпетербуршка митрополија.